# Ceratites
Pour les articles homonymes, voir Cératite.
Genre
Ceratites est un genre fossile de mollusques céphalopodes marins de la sous-classe des Ammonoidea. Ils ont connu leur plein développement au Trias, notamment au Muschelkalk.

## Systématique
Le genre Ceratites a été créé en 1825 par le zoologiste néerlandais Willem de Haan (1801-1855),.

## Liste d'espèces
Selon BioLib (30 décembre 2022) :
- †Ceratites compressus Sandberger, 1867
- †Ceratites nodosus (Bruguière, 1789)
- †Ceratites semipartitus (Buch, 1849)
- †Ceratites robustus
- †Ceratites evolutus
- †Ceratites spinosus
- †Ceratites postspinosus
- †Ceratites enodis
- †Ceratites sublaevigatus
- †Ceratites weyeri
- †Ceratites dorsoplanus

## Publication originale
- Guilielmo de Haan, Monographiae Ammoniteorum et Goniatiteorum specimen (publication), Inconnu, Lugdunum Batavorum, 1825, [lire en ligne].